# Испенков, Анатолий Матвеевич
Анатолий Матвеевич Испенков (бел. Анатоль Мацвеевіч Іспянкоў; 3 октября 1958, Хвостово, Шумилинский район, Витебская область — 7 апреля 1989, Норвежское море) — морской офицер, капитан 3 ранга, командир электротехнического дивизиона электромеханической боевой части атомной подводной лодки К-278 «Комсомолец».

## Биография
Анатолий Матвеевич Испенков родился 3 октября 1958 года в деревне Хвостово Шумилинского района Витебской области.
С 1969 года по 1975 год учился в средней школе № 8 г. Витебска.
После окончания Севастопольского высшего военно-морского инженерного училища длительное время находился в должности командира электротехнической группы.
Неоднократно был в дальних походах. За освоение новой техники, проявленные при этом смелость и мужество, представлялся к награждению орденом «За службу Родине в Вооруженных силах» III степени.
Погиб 7 апреля 1989 года, уйдя на дно вместе с АПЛ К-278 «Комсомолец», до конца оставался на своём посту, обеспечивая работу резервной энергетической установки.
За мужество и самоотверженные действия, проявленные при выполнении воинского долга, Президиум Верховного Совета СССР Указом от 12 мая 1989 года наградил капитана 3 ранга А. М. Испенкова орденом Красного Знамени (посмертно). Анатолий Испенков награжден Почётным знаком ВЛКСМ, навечно занесен в Книгу почета Центрального Комитета ВЛКСМ.

## Награды и звания
- Орден Красного Знамени (посмертно)
- Почётный знак ВЛКСМ
- Навечно занесён в Книгу почёта Центрального Комитета ВЛКСМ

## Память
- Начиная с 1992 года в Витебске ежегодно проводится Международный турнир по вольной борьбе памяти капитана 3 ранга А. М. Испенкова и погибших членов экипажа АПЛ «Комсомолец».
- В 2013 году пионерской дружине средней школы № 8 г. Витебска было присвоено имя А. М. Испенкова.
- В 2015 году на здании средней школы № 8 г. Витебска установлена мемориальная доска в честь А. М. Испенкова.
- В 2016 году имя А. М. Испенкова присвоено средней школе № 8 г. Витебска (Решение Витебского городского исполнительного комитета № 14)[2]. На здании школы размещён мурал, посвящённый А. М. Испенкову. Одна из экспозиций в школьном музее посвящена Герою.
- Памятник морскому офицеру, капитану 3 ранга, А. М. Испенкову в Язвино Шумилинского района. Рядом с трассой Полоцк—Витебск.

- Памятный знак «Морской камень» — гигантский валун на берегу Шумилинского озера (Шумилино). На берегу Шумилинского озера обустроено место и причал, установлен памятный камень в честь жителей Шумилинского района, проходивших службу в ВМФ СССР в военное и мирное время. Построен 6-вёсельный ял, который моряки назвали «Подводник Испенков».
- Памятный знак воину-земляку А. М. Испенкову в Сквере Воинской Славы в Шумилино.
- Музей героя-подводника А. М. Испенкова в Витебске.